# Kamghe Gaba

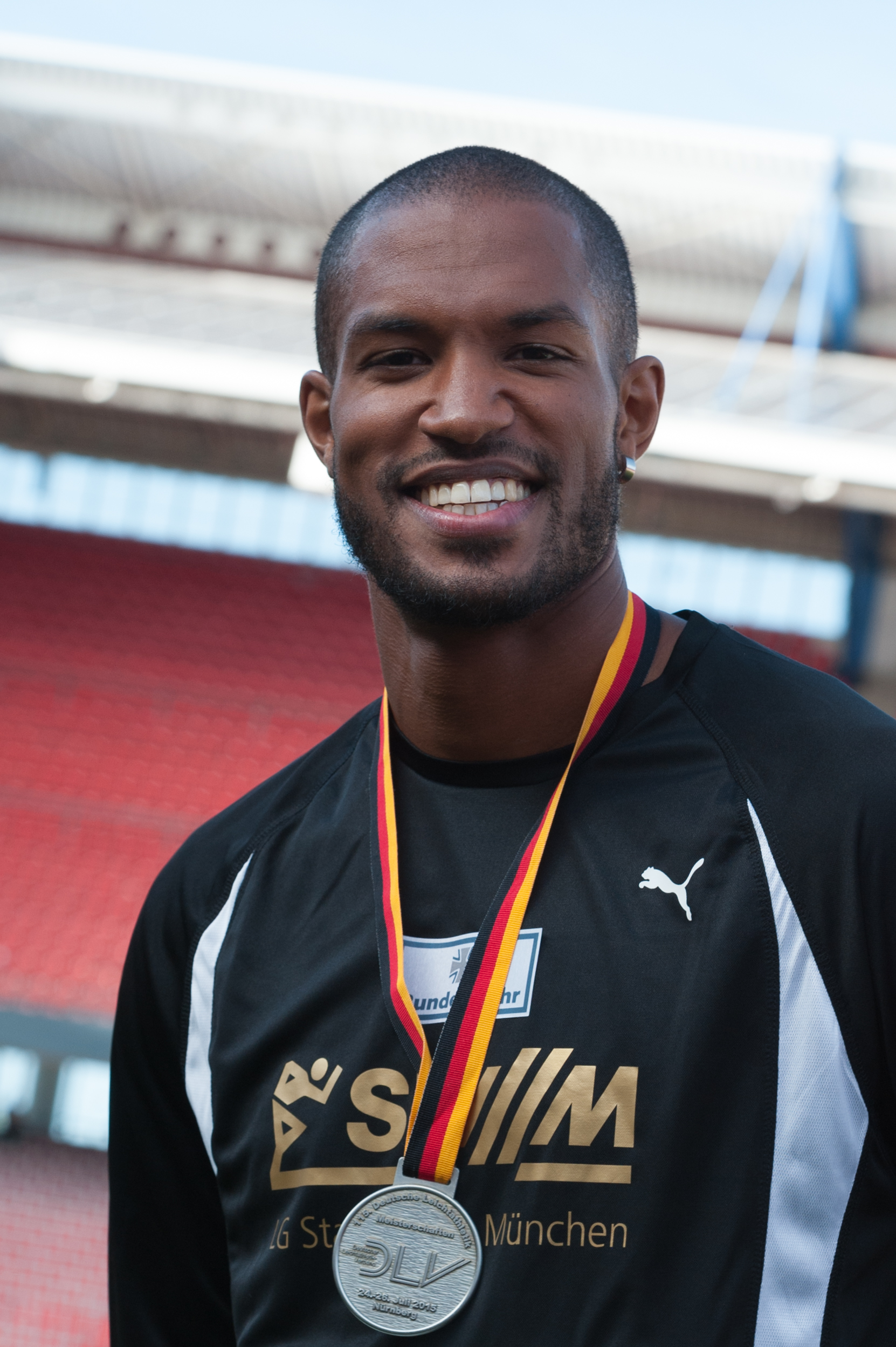
Kamghe Gaba 2015

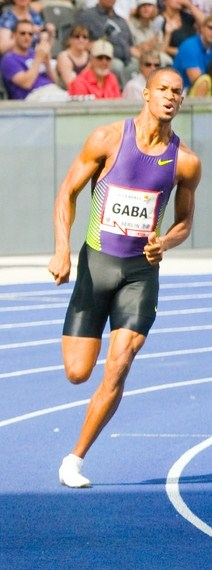
Beim ISTAF 2010

Kamghe Gaba (* 13. Januar 1984 in Friedberg) ist ein ehemaliger deutscher Sprinter, der unter anderem dreimal deutscher Meister im 400-Meter-Lauf wurde.

## Sportliche Laufbahn
Als Sohn einer deutschen Mutter und eines tschadischen Vaters begann Gaba 1996 als Leichtathlet bei der SKG Frankfurt und wechselte in der Jugend zur LG Eintracht Frankfurt, wo er seine sportliche Laufbahn zunächst als Mehrkämpfer begann. Einen ersten Erfolg feierte er 2001, als er bei den U18-Weltmeisterschaften im Achtkampf den fünften Rang erreichte. Ab 2002 begann er sich auf den 400-Meter-Lauf zu konzentrieren und gewann bei den Junioreneuropameisterschaften 2003 mit der deutschen 4-mal-400-Meter-Staffel Gold. 2004 gelang ihm als Dritter der Deutschen Meisterschaften die Qualifikation für die Olympischen Spiele 2004 in Athen. Dort lief er mit der deutschen 4-mal-400-Meter-Staffel auf den siebten Platz.
2006 wurde Gaba in Ulm in der neuen persönlichen Bestzeit von 45,47 s nach seinem Titelgewinn mit der Staffel im Vorjahr, den er in Ulm wiederholen konnte, nun erstmals Deutscher Meister über die 400 Meter. Mit dieser Zeit unterbot er deutlich die geforderte Norm zur Teilnahme an den Europameisterschaften drei Wochen später in Göteborg, schied dort aber im Semifinallauf aus und belegte mit der deutschen Staffel im Finale den vierten Platz. Bei den Olympischen Spielen 2008 in Peking schied die Staffel im Zwischenlauf aus.
2010 wurde er erneut Deutscher Meister über 400 Meter, verfehlte allerdings die Norm für die Europameisterschaften im gleichen Jahr in Barcelona um zwei Hundertstel und verpasste dort mit der Staffel wie schon vier Jahre zuvor in Göteborg das Podest als Vierter knapp.
Bei den Europameisterschaften 2012 in Helsinki gewann er mit der 4-mal-400-Meter-Staffel die Bronzemedaille, schied vier Wochen später bei den Olympischen Spielen in London allerdings im Halbfinale aus.
Nachdem er 2013 nach schwächeren Ergebnissen nicht mehr für die Nationalstaffel nominiert wurde, steigerte er sich nach seinem Trainerwechsel 2014 wieder, gewann in Ulm seinen dritten Deutschen Meistertitel über 400 Meter und rannte in 45,63 s die zweitbeste Zeit seiner Karriere. Bei den Europameisterschaften in Zürich erreichte er im Finale den sechsten Platz und damit sein bestes Ergebnis bei internationalen Meisterschaften im Einzel. Mit der Staffel belegte er als Startläufer ebenfalls Platz sechs.
Ab 2011 startete er für die LG Stadtwerke München und trainierte dort bis 2013 unter Daniel Limburger wie schon zu seiner Zeit in Frankfurt, seit 2014 war Volker Beck sein Trainer.
2016 beendete Gaba seine sportliche Laufbahn.
Kamghe Gaba hatte bei einer Größe von 2,02 m ein Wettkampfgewicht von 96 kg.

## Bestleistungen
| 100 m      | 10,57 s | Plattling | 13.07.2013      |
| 200 m      | 20,88 s | Wiesbaden | 17.09.2008      |
| 400 m      | 45,47 s | Ulm       | 15.07.2006      |
| Hochsprung | 2,05 m  | Berlin    | 30. August 2002 |

## Beruflicher Werdegang
Gaba ist gelernter Offsetdrucker. Ab Oktober 2005 gehört er als Soldat auf Zeit der Bundeswehr an. Nach seiner Karriere war er Club General Manager Trainee bei Fitness First; 2020 arbeitete er als Studioleiter bei der Münchner Fitnessstudio-Kette Fit Star.

## Privates
Seit 2012 ist Gaba mit dem ehemaligen Playmate Julia Schober verheiratet.